# Putrefazione
La putrefazione è la decomposizione delle proteine in seguito alla morte di un essere vivente, dovuta solitamente all'azione dei microrganismi anaerobici. In particolare essa consiste nel processo di fermentazione delle proteine, con cui tali organismi anaerobi ottengono nutrienti ed energia (fermentazione proteolitica, da non confondere con la proteolisi, processo differente e non effettuato da microrganismi). 
Spesso si utilizza il termine putrefazione come sinonimo di decomposizione, sebbene quest'ultima accezione possa indicare un processo di disfacimento molto più generico.

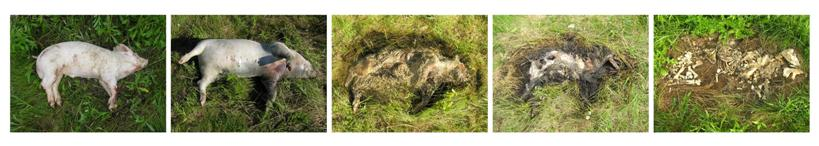
Stadi della decomposizione

## Chimica
I prodotti chimici risultanti della putrefazione sono spesso ammine come la putresceina o la cadaverina, che conferiscono un odore sgradevole ai tessuti che le contengono.
Molti sono i batteri responsabili della putrefazione, tra cui alcuni sono innanzitutto il clostridium perfringens oltre a molte altre specie di clostridium, l'escherichia coli, ma nei corpi in decomposizione sono comunemente rilevate anche varie specie di lactobacillus e di bifidobacterium. Tutti questi microorganismi sono comuni batteri commensali nell'essere umano, residenti cioè all'interno dell'intestino, benché in proporzioni diverse. Anche batteri non normalmente presenti nell'intestino, come specie di proteobacteria diverse dall'escherichia coli, sono agenti comuni della putrefazione delle carcasse, essendo ubiquitari nell'ambiente.
I batteri aerobi non sono agenti putrefattivi, in quanto la putrefazione è un processo di fermentazione legato, ma non uguale, alla respirazione anaerobica, che avviene solo in mancanza di ossigeno.

## Alchimia
In filosofia la putrefazione assume un significato simbolico associato alla morte o al tema della caducità dell'esistenza, tradotto sul piano pratico in una delle fasi di laboratorio dell'alchimia, denominata nigredo.